# Calochortus plummerae
Calochortus plummerae är en liljeväxtart som beskrevs av Edward Lee Greene. Calochortus plummerae ingår i släktet Calochortus och familjen liljeväxter. Inga underarter finns listade.

## Bildgalleri

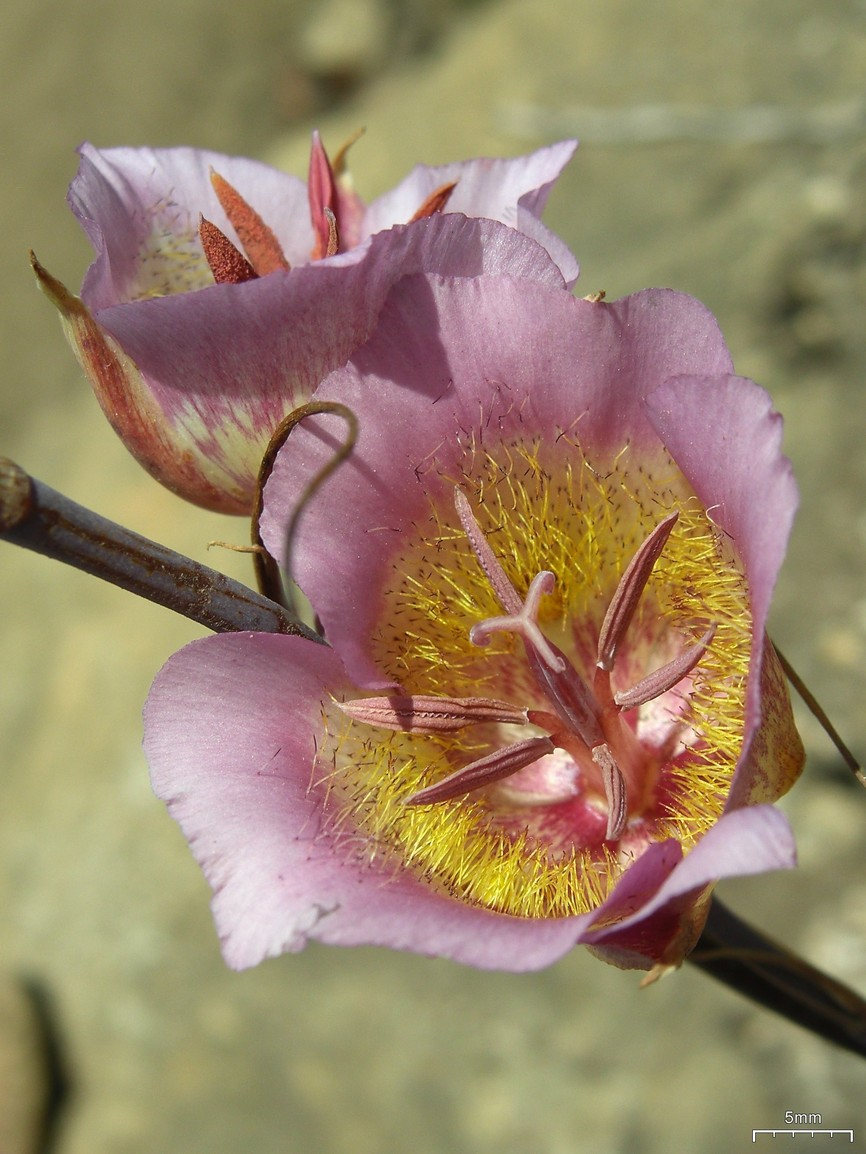